# Seno coronario
El seno coronario es un conjunto de venas que se unen para formar un gran vaso que recoge la sangre del miocardio. Está presente en todos los mamíferos, incluido los humanos. Lleva sangre con poco oxígeno a la aurícula derecha junto con la vena cava inferior y superior.
El seno coronario desemboca en la aurícula derecha, entre la cava inferior y el orificio auriculoventricular. Devuelve la sangre del miocardio, y está protegido por el pliegue semicircular de la membrana de la aurícula, la válvula coronaria (válvula de Tebesio). El seno, antes de entrar en la aurícula, está considerablemente dilatado - casi del tamaño del extremo distal del meñique. Sus paredes son parcialmente musculares, y su unión con la gran vena coronaria está estrechado con una válvula compuesta por dos segmentos desiguales.
De acuerdo a un trabajo publicado por el cardioanatomista Adrián Barceló, el cardiólogo intervencionista argentino Luis de la Fuente y el estadounidense Simon Stertzer de Stanford en el Journal of International Morphology, al tener movimiento muscular propio, el seno coronario debería ser tratado como una quinta cavidad cardíaca.

## Localización
Está localizada en la aurícula derecha y discurre transversalmente en el surco entre la aurícula izquierda y el ventrículo en la superficie posterior del corazón.
El orificio del seno coronario está inmediatamente superior a la valva septal de la válvula tricúspide. El orificio del seno coronario también se conoce como ostium del seno coronario, y está protegido por la válvula de Tebesio.

## Drenaje
Recibe sangre principalmente de las venas cardíacas pequeña, mediana, grande y oblicua. También recibe sangre de la vena marginal izquierda y la vena ventricular posterior izquierda. La vena cardíaca anterior drena directamente en la aurícula derecha (algunas pequeñas venas lo hacen en cualquiera de las cámaras del corazón).
Desemboca en la aurícula derecha por la superficie posteroinferior y medial de la apertura de la vena cava inferior.

## Imágenes adicionales

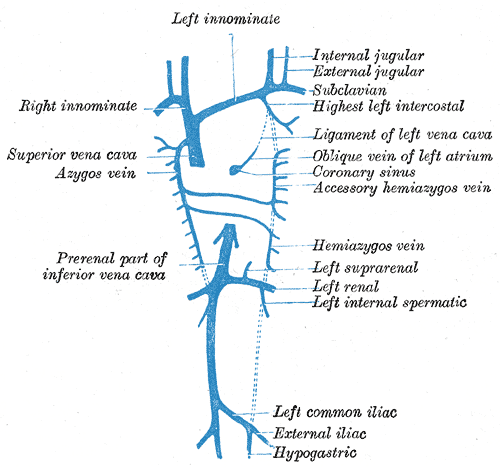

- Datos: Q629460